# Domiodolo
Il domiodolo è un farmaco mucolitico che agisce come fluidificante delle secrezioni bronchiali. Si ritiene che le proprietà del farmaco derivino dallo iodio in esso contenuto che favorirebbe la lisi del muco, aumentandone nel contempo la idratazione.

## Farmacocinetica
Il farmaco viene assorbito rapidamente dal tratto gastrointestinale e raggiunge concentrazioni plasmatiche massime dopo 30 minuti. L'emivita plasmatica risulta di 2,7 ore circa.

## Tossicologia
Dopo somministrazione per os la DL50 è di 140 mg/kg nel topo e di 410 mg/kg nel ratto.

## Usi clinici
Il domiodolo per le proprietà espettoranti e mucolitiche è indicato nel trattamento delle affezioni del tratto respiratorio, anche in pazienti affetti da broncopneumopatia cronica ostruttiva.

Il farmaco è indicato anche in età pediatrica ed ha dimostrato di migliorare i sintomi di infezione quali tosse, viscosità ed altre caratteristiche dell'espettorato.

## Controindicazioni
Il domiodolo è controindicato nei soggetti ipersensibili allo iodio e nei pazienti affetti da insufficienza epatica e renale.

## Dosi terapeutiche
Il domiodolo viene somministrato per via orale in dosi di 60 mg 3-4 volte al giorno.